# Brasil (The Manhattan Transfer)
Brasil è un album del gruppo vocale statunitense The Manhattan Transfer, pubblicato nel 1987 dalla Atlantic Records.

## Tracce
1. Soul Food to Go (Sina) - (Djavan, Doug Figer) - 5:08
2. The Zoo Blues (Asa) - (Djavan, Doug Figer) - 3:55
3. So You Say (Esquinas) - (Djavan, Amanda McBroom) - 4:47
4. Capim - (Djavan) - 4:58
5. Metropolis (Arlequim desconhecido) - (Vitor Martins, Ivan Lins, Brock Walsh) - 4:15
6. Hear the Voices (Bahia de todas as contas) - (Gilberto Gil, Tracy Mann) - 4:06
7. Agua - (Djavan, Brock Walsh) - 5:08
8. The Jungle Pioneer (Viola Violar) - (Milton Nascimento, Marcio Borges, Brock Walsh) - 3:30
9. Notes from the Underground (Antes que seja tarde) - (Vitor Martins, Ivan Lins, Brock Walsh) - 5:45

## Formazione
- The Manhattan Transfer - voce
  - Cheryl Bentyne - arrangiamento vocale (#3)
  - Tim Hauser
  - Alan Paul - arrangiamento vocale (#2, #4, #5)
  - Janis Siegel - arrangiamento vocale (#1, #3, #4, #6-9)
- Djavan - voce (#1, #4)
- Milton Nascimento (#8)
- Jeff Lorber - sintetizzatore (#1-3, #5), arrangiamento (#1-#3, #5)
- Wayne Johnson - chitarra (#1, #5)
- Buddy Williams - batteria (#1)
- Djalma Correa - percussioni (#1, #6)
- Paulinho Da Costa - percussioni (#2, #4, #5, #8)
- Dan Huff - chitarra (#3, #7)
- John Robinson - batteria (#3, #4, #7, #8)
- David Sanborn - sassofono contralto (#3)
- Larry Williams - arrangiamento (#4, #6, #7, #9), sintetizzatore (#4, 6, #7, #9)
- Abraham Laboriel - basso elettrico (#4, #6)
- Toninho Horta - chitarra (#4, #6, #8)
- Oscar Castro-Neves - chitarra (#4, #9)
- Stan Getz - sassofono tenore (#4)
- Yaron Gershovsky - pianoforte (#5)
- Nathan East - basso elettrico (#5, #7)
- Uakti - assoli strumentali (#7, #9)
  - Marco Antônio Guimarães - arrangiamento
  - Artur Andrés Ribeiro
  - Paulo Sérgio Dos Santos
  - Décio de Souza Ramos
- Wagner Tiso - arrangiamento (#8), sintetizzatore (#8)
- Jamal Joanes Dos Santos - basso elettrico (#8)
- Victor Biglione - chitarra (#8)
- Frank Colon - percussioni (#8)

## Edizioni
- 1987 – LP, Atlantic Records 81803-1
- 1987 – CD, Atlantic Records 81803-2

### Singoli
- 1987 – Soul Food to Go / Hear the Voices, 45gg, Atlantic Records 89156-7
- 1988 – Soul Food to Go, CD, Atlantic Records 786560-2, Europa

1. Soul Food to Go (Extended Version) - 8:20
2. Soul Food to Go (Instrumental) - 5:35
3. Soul Food to Go (A Cappella Mix) - 5:33

- 1987 – The Zoo Blues, 45gg, Atlantic Records 786542-0, Europa, Maxisingolo 12"

1. The Zoo Blues (Long Dance Mix) - 6:01
2. The Zoo Blues (Short Dance Mix) - 3:36
3. Notes from the Underground - 5:45